# Ясенково
Ясенково (болг. Ясенково) — село в Болгарии. Находится в Шуменской области, входит в общину Венец. Население составляет 2 173 человека.

## Политическая ситуация
В местном кметстве Ясенково, в состав которого входит Ясенково, должность кмета (старосты) исполняет Ридван Хюдаим Ахмед (Движение за права и свободы (ДПС)) по результатам выборов правления кметства.
Кмет (мэр) общины Венец — Нехрибан Османова Ахмедова (Движение за права и свободы (ДПС)) по результатам выборов в правление общины.